# Rang grupe
Rang grupe ( oznaka G oziroma rank(G)) v teoriji grup pomeni najmanjšo kardinalnost generiranja množice grup za G, kar lahko zapišemo kot
{\displaystyle \operatorname {rank} (G)=\min\{|X|:X\subseteq G,\langle X\rangle =G\}}.
Kadar je G končno generirana grupa, takrat je rang nenegativno celo število.  Označevanje (notacija) ranga grupe je analog notacije vektorskega prostora. Za p-grupe je rang grupe P enak razsežnosti vektorskega prostora P/Φ(P), kjer je Φ(P) Frattinijeva podgrupa. 